# نرایر السایان
نورایر هاروتیونی السایان (ارمنی: Նորայր Հարությունի Էլսայան؛ انگلیسی: Norair Elsaian زادهٔ ۱۹۳۴ - درگذشته ۲۰۲۱) سیاستمدار، ارمنی‌تبار اهل ایران که از اکتبر ۱۹۸۴ تا پایان اوت ۱۹۹۳ وظیفهٔ سردبیری روزنامه آلیک را به عهده گرفت. وی سال‌ها به شغل معلمی مشغول بود.

## زندگی‌نامه
اِلسایان در ۲۳ اوت ۱۹۳۴ در اراک به دنیا آمد. وی تحصیلات ابتدایی و متوسطه را در زادگاه خود، و تحصیلات عالی را با گرایش آموزشی و تربیتی در دانشکده تاریخ، دانشگاه دولتی تهران گذراند.
وی در جوانی به عضویت حزب فدراسیون انقلابی ارمنی (داشناکتسوتیون) پیوست و در طول زندگی خود به اندیشه‌های حزب وفادار ماند.
السایان در طول زندگی خود، یکی از اعضای بنیانگذار انجمن‌های «سیپان»، «رُستُم» و «اتحادیه معلمان ارمنی» بود.

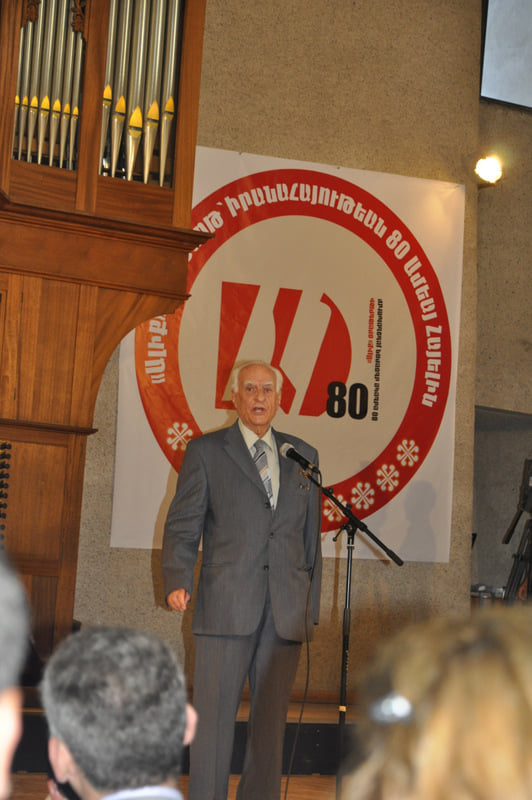

وی به عنوان معلم زبان و تاریخ ارمنی، معاون و مدیر در مدرسه ابتدایی ارامنه در اراک و در مدارس ملی ارامنه «رُستوُم»، «تونیان»، «نور»، «آنی» و «آبراهام سوقومونیان» تهران کار کرده است. وی همچنین مدیر دوره‌های عصرانه زبان ارمنی شورای خلیفه‌گری ارمنیان تهران بود و ادبیات و تاریخ ارمنی را تدریس می‌کرد.
طی سال‌های ۱۹۸۴–۱۹۹۳ سردبیر روزنامه «آلیک» بود. وی از سال ۱۳۹۵ در ارمنستان اقامت گزید.
در سال ۲۰۰۲ به ابتکار شعبه لس‌آنجلس آمریکا، باشگاه فرهنگی و ورزشی «سیپان»، پنجاهمین سالگرد فعالیت اجتماعی و آموزشی وی را جشن گرفتند و در سال ۲۰۱۳، و به مناسبت پنجاهمین سالگرد تأسیس انجمن فرهنگی و ورزشی «سیپان»، سالن این مجموعه به نام وی نامگذاری شد.
وی در سه‌شنبه ۱۰ فروردین ۱۴۰۰ (۳۰ مارس ۲۰۲۱) در سن ۸۶ سالگی در ایروان درگذشت.